# Friggione
Le friggione est un plat à base d'oignons blancs, tomates et lard. La recette, originaire de Bologne, date de 1886,,. Elle aurait été créée par Maria Manfredi Baschieri. Il peut être servi avec le bollito misto.
Le friggione peut éventuellement être utilisé sur des crostini.